# Gimmigela Chuli
Gimmigela Chuli ili Blizanci su planine s dva vrha na Himalaji, smještene na granici između okruga Taplejunga i Mechija u Nepalu i savezne države Sikkim u Indiji.

## Položaj
Nalazi se na nadmorskoj visini od 7,350 m/nm, a istaknutost (prominenca) je 432 m. Nalazi se oko 4.2 km u smjeru S-SZ od planine Kangchenjunga.
Planina ima podvrh, Gimmigela Chuli II visok 7005 m metara; čija je istaknutost je na 185 m. Ovaj podvrh, koji se ponekad naziva i "Gimmigelina sestra", u cijelosti se nalazi unutar Indije. Zajedno dva vrha, Gimmigela I i Gimmigela II, poznati su kao "Blizanci".

## Povijest planinarenja
Japanska ekspedicija pokušala je doći do zapadnog (glavnog) vrha 1993. preko istočnog grebena iz Sikkima, odustavši 18. listopada 1993. nakon smrti vođe ekspedicije Masanorija Satoa. Tim je uspio prvi uspon na Gimmigelu II i bili su na grebenu vrha koji povezuje dva vrha u pokušaju da se popne na vrh Gimmigela Kad sam Sato pao 35 metara u skrivenu kravasu. Unatoč naporima ostalih članova tima, njegovo tijelo nije pronađeno i ekspedicija je prekinuta.
Godinu dana kasnije, u listopadu 1994., Taroh Tanigawa, Koji Nagakubo i Yuichi Yoshida, članovi neuspjelog pokušaja iz 1993., ostvarili su prvi uspon na Gimmigelu I.

## Vanjske poveznice
|  | Zajednički poslužitelj ima još gradiva o temi Gimmigela Chuli |